# Rodrigo Ávila

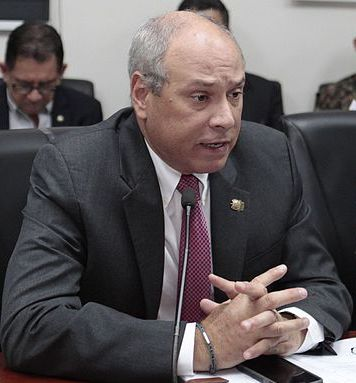
Rodrigo Ávila

Rodrigo Ávila (ur. 25 czerwca 1964 w San Salvador) – salwadorski polityk, kandydat w wyborach prezydenckich w marcu 2009 roku. Lider Narodowego Sojuszu Republikańskiego (ARENA).

## Życiorys
Rodrigo Ávila jest synem Roberto Avili Moreira, z zawodu lekarza oraz Thelmy Avilez, gospodyni domowej z Nikaragui. W 1982 ukończył katolickie liceum Liceo Salvadoreño w San Salvadorze. W 1988 ukończył inżynierię przemysłową na North Carolina State University w Raleigh w Karolinie Północnej. Studiował również matematykę i administrację na Gainesville College w Georgii w USA oraz nauki policyjne na Texas A&M University i na Narodowej Akademii FBI.
Po powrocie ze Stanów Zjednoczonych do Salwadoru, przez pewien czas pracował jako kierownik sprzedaży w miejscowej filii Shella. W 1993 wstąpił do tworzonej Obywatelskiej Policji Narodowej (Policía Nacional Civil) i objął urząd zastępcy jej dyrektora.
W 1994 Ávila objął stanowisko szefa policji, po rezygnacji z urzędu dotychczasowego dyrektora. Funkcję tę pełnił do 1999, kiedy do władzy doszedł prezydent Francisco Flores.
Od maja 2000 do kwietnia 2003 zasiadał z ramienia ARENA w Zgromadzeniu Ustawodawczym Salwadoru. W marcu 2003 Ávila wziął udział w wyborach lokalnych na stanowisko burmistrza miasta Santa Tecla z ramienia Narodowego Sojuszu Republikańskiego (ARENA). Przegrał jednak z Oscarem Ortizem, kandydatem FMLN. Od 2000 do 2003 pracował również jako doradca ds. bezpieczeństwa oraz wspólnik w agencji ochrony.
Od czerwca 2004 do grudnia 2005 zajmował stanowisko wiceministra bezpieczeństwa w administracji prezydenta Antonio Saci. 1 grudnia 2006 ponownie został dyrektorem Obywatelskiej Policji Narodowej.
Rodrigo Ávila 15 marca 2008 został oficjalnie wybrany kandydatem Narodowego Sojuszu Republikańskiego w wyborach prezydenckich w 2009 roku. Według sondaży z marca 2008, Avila zajmował drugie miejsce w wyścigu prezydenckim z 23% głosami poparcia, za kandydatem lewicowej partii FMLN, Mauricio Funesem (44% głosów poparcia).
W wyborach prezydenckich 15 marca 2009 Rodrigo Ávila zdobył 48,7% głosów poparcia, przegrywając z kandydatem FMLN Mauricio Funesem. Przegrana Ávili oznaczała koniec 18-letnich rządów prawicy, nieprzerwanie sprawującej władzę od czasu zakończenia wojny domowej w 1991.
Rodrigo Ávila jest żonaty z Celiną Denys de Ávila, jego drugą żoną i ma dwie własne córki oraz jedną pasierbicę.